# Condado de Asotin
O Condado de Asotin é um dos 39 condados do Estado americano de Washington. A sede de condado é Asotin, e sua maior cidade é Clarkston. O condado possui uma área de 1,659 km², uma população de 20,551 habitantes, e uma densidade populacional de 12 hab/km² (segundo o censo nacional de 2000).